# Ted Atherton
Ted Atherton (* 1962, in Winnipeg, Manitoba) ist ein kanadischer Schauspieler, Drehbuchautor, Autor von Theaterstücken und ehemaliger Englischlehrer.
Bekanntheit erlangte er vor allem durch seine Besetzung des Panhandle Phillips in Nothing Too Good for a Cowboy, des Myles Leland III in der TV-Serie Sue Thomas: F.B.I., des Randall Edwards in Degrassi: The Next Generation, des Clifford Holland in The Border, als Präsidenten der USA Walter „Wally“ Sheridan im Zweiteiler XIII – Die Verschwörung und der Serie XIII – Die Verschwörung und mehreren Rollen in sogenannten Miniserien.

## Leben und schauspielerische Karriere
Nach der allgemeinen Schulzeit besuchte er die University of Toronto, die er mit dem Bachelor Degree in English und Drama verließ. Danach absolvierte er drei Jahre lang seinen Master an der The Banff Centre in Schauspiel.  Anschließend arbeitete er bis zu seinem Beginn seiner Schauspielkarriere als Englischlehrer.
1996 war er in einer Folge der kanadischen TV-Serie Traders erstmals im Fernsehen zu sehen. Zwei Jahre später folgte eine Rolle im Fernsehfilm Heirate nie einen Cowboy. Im selben Jahr folgten ein Auftritt in der Serie Nikita und eine Nebenrolle im Fernsehfilm Rescuers: Stories of Courage: Two Families. 1999 spielte er in Jeanne d’Arc – Die Frau des Jahrtausends die anspruchsvolle historische Darstellung des Jean d'Estivet. Ebenfalls war er in Ein unschlagbares Doppel an der Seite der Olsen-Zwillinge zu sehen. Von 1999 bis 2000 spielte er die Rolle des Panhandle Phillips in Nothing Too Good for a Cowboy.
Ins neue Jahrtausend startete er mit einer Besetzung im Fernsehfilm Hallo ja bin ich denn der Weihnachtsmann? . Es folgte eine Besetzung in einer Episode der Serie The Associates und im Film Whitewash: The Clarence Brandley Story. Von 2002 bis 2005 spielte er die Hauptrolle des Myles Leland III in der TV-Serie Sue Thomas: F.B.I. In Time Warp Trio von 2005 synchronisierte er Meriwether Lewis. In Die Hollywood-Verschwörung von 2006 spielte er den Detektiv Doug Johnson. In der 2007 erschienenen Miniserie Everest – Wettlauf in den Tod verkörperte er den Charakter Alan Burgess. 2007 wirkte er mit seiner Rolle des Frank Wisner in The Company – Im Auftrag der CIA in einer weiteren Miniserie mit, sowie in dem Film The Stone Angel. Von 2007 bis 2012 war er in der Jugendserie Degrassi: The Next Generation zu sehen. Dort spielte er die Rolle des Randall Edwards. 2008 folgte die Miniserie The Andromeda Strain. Im selben Jahr verkörperte er im Zweiteiler-Film XIII – Die Verschwörung den Präsidenten der USA Walter „Wally“ Sheridan. Die Rolle wiederholte er in der ersten Staffel der gleichnamigen Serie von 2011. Ebenfalls 2008 spielte er an der Seite von Mark Wahlberg in der Verfilmung von Max Payne. Von 2008 bis 2010 spielte er in The Border die Rolle des Clifford Holland.
2010 spielte er im US-amerikanischen Fernsehfilm Wer ist Clark Rockefeller? die Rolle des Det. John Ryan, außerdem wirkte er in der Webserie Pure Pwnage mit. In Blue Mountain State war er zwischen 2010 und 2011 in insgesamt vier Episoden zu sehen. 2012 synchronisierte er in Zac & Penny die Figur Thelonious. 2013 durfte er in je einer Episode der Serien Transporter: Die Serie, Lost Girl, Bomb Girls und Suits mitwirken. 2014 spielte er in zwei Folgen der Serie Reign Lord Hugo.

## Filmografie
- 1996: Traders (Fernsehserie, Episode 3x05)
- 1998: Heirate nie einen Cowboy
- 1998: Nikita (Fernsehserie, Episode 2x21)
- 1998: Rescuers: Stories of Courage: Two Families
- 1999: The City (Fernsehserie, Episode 1x10)
- 1999: Jeanne d’Arc – Die Frau des Jahrtausends
- 1999: Ein unschlagbares Doppel (Switching Goals)
- 1999–2000: Nothing Too Good for a Cowboy
- 2000: Hallo ja bin ich denn der Weihnachtsmann?
- 2001: The Associates (Fernsehserie, Episode 1x11)
- 2001: Blue Murder (Fernsehserie, Episode 1x03)
- 2002: Whitewash: The Clarence Brandley Story
- 2002: Street Time (Fernsehserie, 2 Episoden)
- 2002–2005: Sue Thomas: F.B.I. (Fernsehserie, 56 Episoden)
- 2004: Blue Murder (Fernsehserie, Episode 4x12)
- 2004: A Bear Named Winnie
- 2006: Tangled Webs
- 2006: This Is Wonderland (Fernsehserie, Episode 3x06)
- 2006: Die Hollywood-Verschwörung
- 2006: Find
- 2006: Licht der Hoffnung
- 2007: Everest – Wettlauf in den Tod (Mini-Fernsehserie, 4 Episoden)
- 2007: 'Til Death Do Us Part (Fernsehserie, Episode 1x12)
- 2007: The Company – Im Auftrag der CIA (Mini-Fernsehserie, 3 Episoden)
- 2007: The Stone Angel
- 2007–2012: Degrassi: The Next Generation (Fernsehserie, 10 Episoden)
- 2008: Andromeda – Tödlicher Staub aus dem All (Fernsehserie, 4 Episoden)
- 2008: Degrassi Spring Break Movie
- 2008: An Old Fashioned Thanksgiving
- 2008: XIII – Die Verschwörung
- 2008: Max Payne
- 2008–2010: The Border (Fernsehserie, 16 Episoden)
- 2009, 2017: Murdoch Mysteries (Fernsehserie, 2 Episoden)
- 2009: 'Da Kink in My Hair (Fernsehserie, Episode 2x11)
- 2009: Die Reise des Weihnachtsbaums (The National Tree)
- 2009–2010: Cra$h & Burn (Fernsehserie, 2 Episoden)
- 2010: Wer ist Clark Rockefeller?
- 2010: Pure Pwnage (Webserie, Episode 1x05)
- 2010: The Santa Suit
- 2010–2011: Blue Mountain State (Fernsehserie, 4 Episoden)
- 2011: XIII – Die Verschwörung (Fernsehserie, 13 Episoden)
- 2011: Haven (Fernsehserie, Episode 2x05)
- 2011: John A.: Birth of a Country
- 2012: Fairly Legal (Fernsehserie, Episode 2x13)
- 2012: An Officer and a Murderer
- 2012–2013: Fugget About It (Fernsehserie, 26 Episoden)
- 2013: Transporter: Die Serie (Fernsehserie, Episode 1x07)
- 2013: Lost Girl (Fernsehserie, Episode 3x02)
- 2013: Bomb Girls (Fernsehserie, Episode 2x05)
- 2013: Suits (Fernsehserie, Episode 2x14)
- 2014: Reign (Fernsehserie, 2 Episoden)
- 2014: The Good Witch’s Wonder
- 2015: Good Witch (Fernsehserie, Episode 1x07)
- 2015–2016: Rogue (Fernsehserie, 5 Episoden)
- 2015: Mekong Rush – Renn um dein Leben (River)
- 2016: Standoff – Die einzige Zeugin (Standoff)
- 2016: The Package (Kurzfilm)
- 2017: Die Kennedys: After Camelot (The Kennedys: After Camelot) (Mini-Fernsehserie, 4 Episoden)
- 2017: Killjoys (Fernsehserie, 7 Episoden)
- 2017: The Trench – Das Grauen in Bunker 11 (Trench 11)
- 2017: Heartland – Paradies für Pferde (Heartland ) (Fernsehserie, Episode 11x06)
- 2017: Christmas Wedding Planner (Fernsehfilm)
- 2017–2018: The Expanse  (Fernsehserie, 10 Episoden)
- 2019: Goalie
- 2019: Diggstown (Fernsehserie, Episode 1x02)
- 2019: Ransom (Fernsehserie, Episode 3x09)
- 2019: Departure (Fernsehserie, 2 Episoden)
- 2019: Rabid
- 2019: Anne with an E (Fernsehserie, 2 Episoden)
- 2019: Hudson & Rex (Fernsehserie, Episode 2x08)
- 2019: V-Wars (Fernsehserie, 4 Episoden)
- 2019: Grounded for Christmas
- 2021: Private Eyes (Fernsehserie, 1 Episode)
- 2022: The Fight Machine
- 2022: Memorial Hospital – Die Tage nach Hurrikan Katrina (Five Days at Memorial, Miniserie, 5 Episoden)